# Turjakë
Turjakë / Turjak (cyr. Tурјак) – wieś w Kosowie, w regionie Prizren, w gminie Malishevë/Mališevo. W 2011 roku liczyła 1637 mieszkańców. 